# ویدونوو
ویدونوو (به لاتین: Vidonovo) یک منطقهٔ مسکونی در روسیه است که در سرزمین آلتای واقع شده‌است.